# Kernerstraße 60 (Heilbronn)

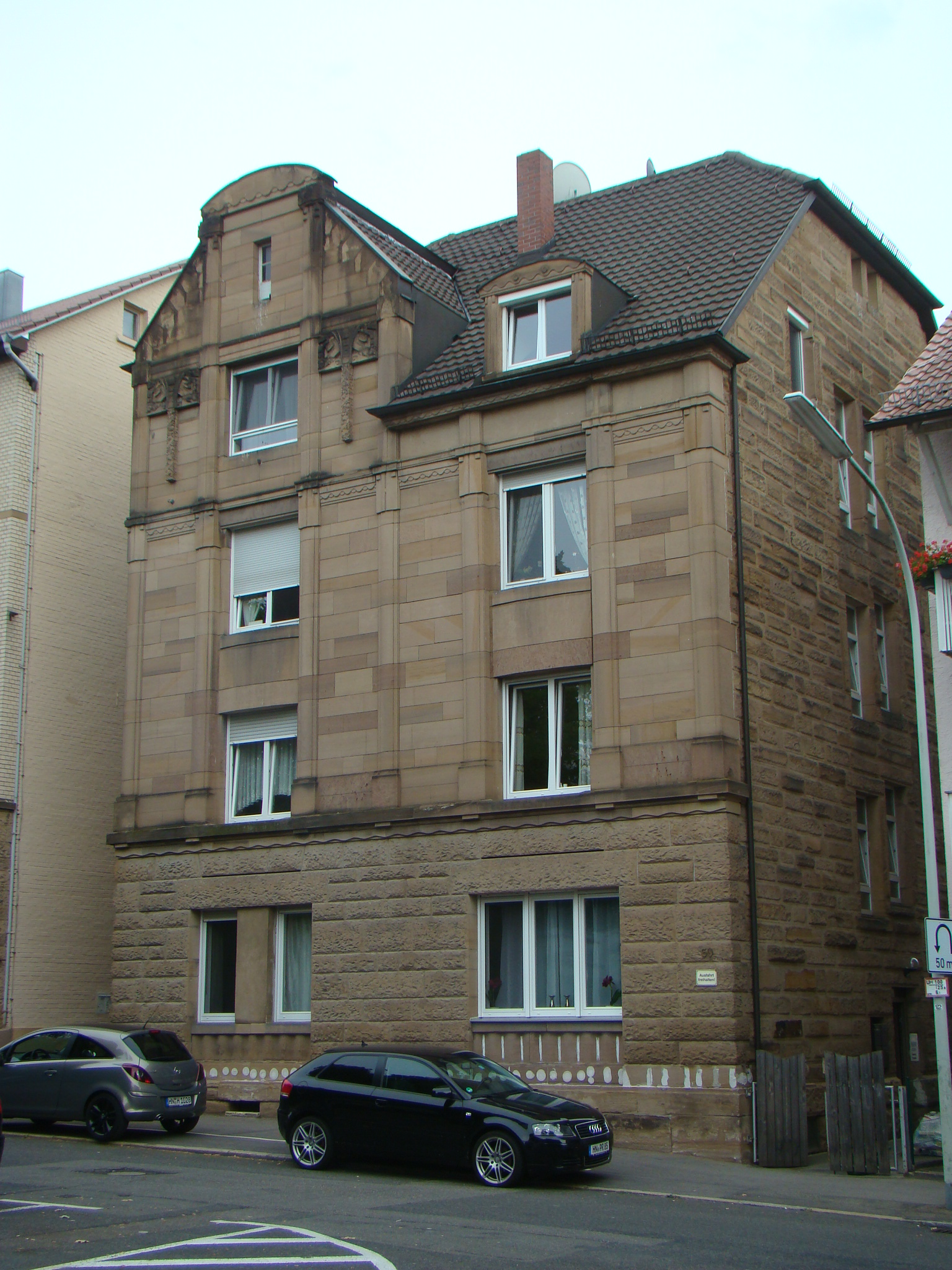
Wohnhaus Kernerstraße 60

Ansicht von 1907

Das Wohnhaus Kernerstraße 60 in Heilbronn ist eines der wenigen erhaltenen Gebäude in der Stadt, deren Fassade Jugendstilmotive aufweisen. Das Gebäude steht unter Denkmalschutz.

## Beschreibung
Das Gebäude wurde von Werkmeister H. Huber nach eigenen Plänen gebaut. Die Vierzimmerwohnungen in dem Gebäude sollten damaligen gehobenen Ansprüchen genügen. Das Erdgeschoss weist eine rustikale Quaderung auf. Das Obergeschoss zeichnet eine Sandsteinfassade mit barockisierenden Motiven des Jugendstil aus. Pilaster gliedern und fassen die verschiedenen Obergeschosse zusammen und geben der Fassade eine vertikale Gliederung. Durch den seitlich angesetzten Zwerchgiebel wirkt die Fassade asymmetrisch.